# Gaimardia setacea
Gaimardia setacea es una especie de planta de la familia Restionaceae. Es propia de Nueva Zelandia (en la Isla Sur y las islas Stewart), Nueva Guinea y Tasmania.